# Nino Manfredi
Saturnino "Nino" Manfredi (Castro dei Volsci, Frosinone, Laci, 22 de març del 1921 − Roma, 4 de juny del 2004) va ser un actor, director teatral, director de cinema, guionista i cantant italià. Al costat d'Ugo Tognazzi, Vittorio Gassman, Alberto Sordi i Marcello Mastroianni, va constituir un dels pilars de la comèdia a la italiana.

## Biografia

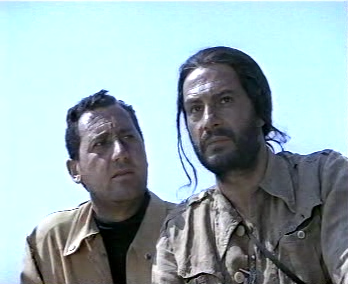
Alberto Sordi i Manfredi a Riusciranno i nostri eroi a ritrovare l'amico misteriosamente scomparso in Africa? (1968)

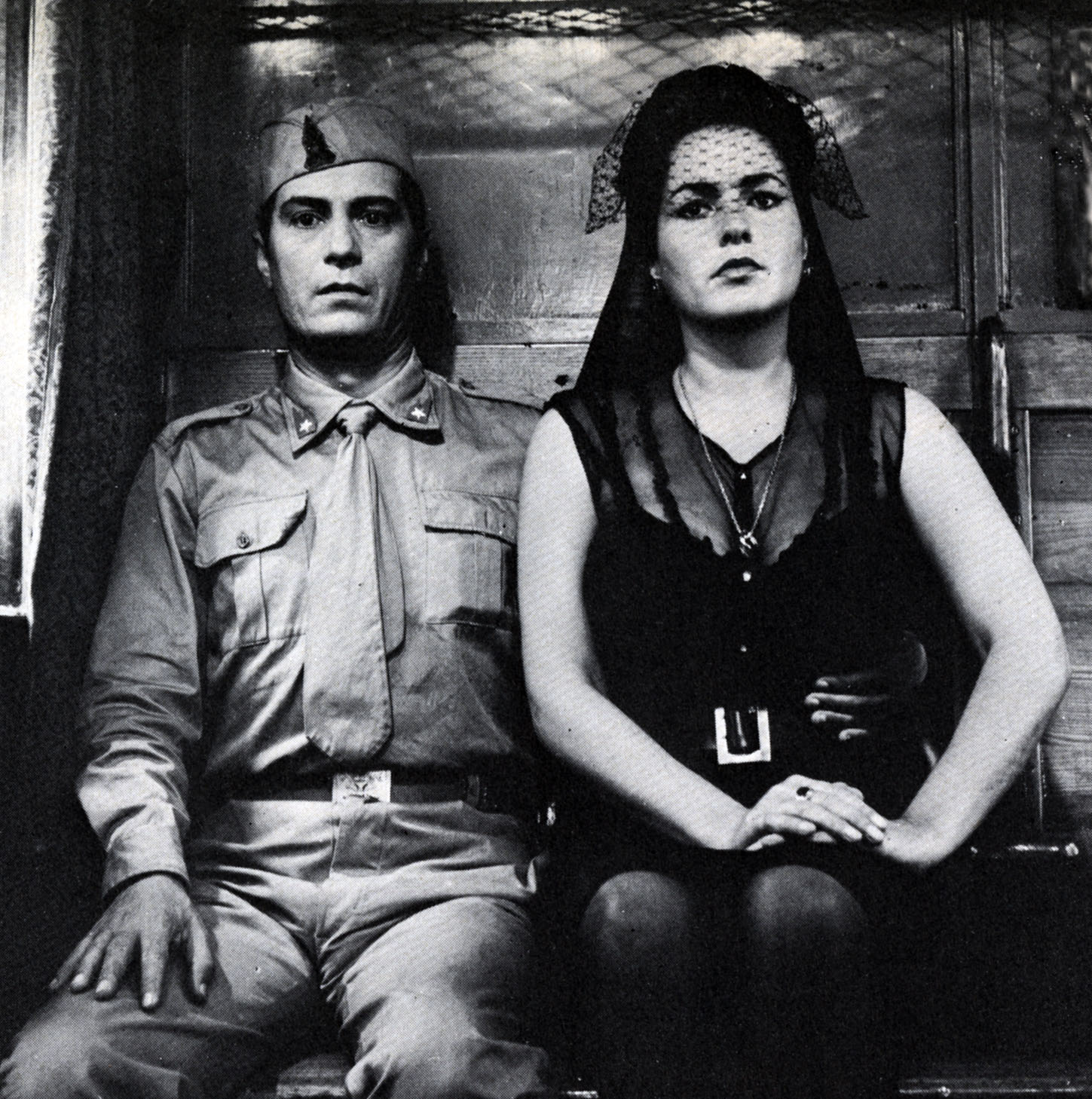
Nino Manfredi i Fulvia Franco (1931-1988) en un fotograma de l'episodi L'avventura di un soldato, adaptació dirigida per Manfredi de la novel·la curta homònima d'Italo Calvino; l'episodi és el tercer dels quatre que componen la pel·lícula del 1962 L'amore difficile

### Inicis com a actor dramàtic
Després de llicenciar-se en Dret, gràcies a l'exigència dels seus pares, es va decidir per seguir la seva vocació artística, inscrivint-se en l'Acadèmia Nacional d'Art Dramàtic Silvio D'Amico de Roma. Va donar els seus primers passos en el teatre en la temporada 1947-1948, en el Piccolo Teatre di Roma, sota la direcció del seu mestre Orazio Costa, en la companyia de Vittorio Gassman i Evi Maltagliati amb Buazzelli, actuant amb textos dramàtics, com Liliom de Ferenc Mòlnar, L'aquila a due testi de Jean Cocteau, Casa Monestier de Denis Amiel, i Tots eren els meus fills d'Arthur Miller.

### Teatre de revista i comèdia musical
Al costat de Paolo Ferrari i Gianni Bonagura, va formar un trio que va actuar amb èxit en les varietats, i en el teatre de revista, a partir sobretot de la temporada 1953-1954, amb obres com Tre per tre... Nava de Marcello Marchesi. En aquests anys, va treballar també amb Corrado Mantoni. Els seus dos grans triomfs en els escenaris, els va obtenir amb les comèdies musicals Un trapezio per Lisistrata el 1958, de Pietro Garinei i Sandro Giovannini, al costat de Delia Scala, i sobretot en Rugantino del 1963, obra de Pasquale Festa Campanile i Massimo Franciosa, al costat d'Aldo Fabrizi i Bice Valori, amb la qual va actuar fins i tot als Estats Units.

### Inicis cinematogràfics
Va debutar en la pantalla gran l'any 1949 i durant deu anys va realitzar papers de petita importància en pel·lícules modestes, com Totò, Peppino i la... malafemmina, del 1956, dirigida per Camillo Mastrocinque. Es va anar cimentant també la seva feina com a doblador, prestant la seva veu a actors de la talla de Robert Mitchum, Earl Holliman, Gérard Philipe i fins i tot protagonistes italians com Franco Fabrizi, Sergio Raimondi, Antonio Cifariello i Renato Salvatori.

### Protagonista de lacommedia all'italiana
A partir del 1960, després del paper protagonista en la pel·lícula L'empleat, es va convertir en un dels pilars principals de la comèdia a la italiana. Convencia no sols en papers còmics, sinó també en personatges més dramàtics. Els papers que interpreta són homes fonamentalment optimistes, en possessió d'una dignitat pròpia, destinats inevitablement a la derrota, però mai humiliats. Gràcies als seus dots d'amarga ironia, els seus personatges aconsegueixen de vegades sobresortir sobre l'hipotètic vencedor.

### Director cinematogràfic i teatral
El 1962, va debutar darrere de la càmera amb el curtmetratge L'aventura d'un soldat, episodi de la pel·lícula L'amor difícil, extret de la novel·la del mateix títol d'Italo Calvino, delicada i interessant història sobre els amors entre un soldat i una vídua en el compartiment d'un tren, basat en el silenci i en la mímica. Amb la seva segona pel·lícula, Per gràcia rebuda (1971), va obtenir la Palma d'or com a millor opera prima en el Festival de Cannes.

### Cantant d'èxit
També ha triomfat com a cantant, sobretot en espectacles radiofònics. El 1970, la seva versió del clàssic d'Ettore Petrolini Tant pe' canta' (original del 1932) va aconseguir la primera posició en les llistes d'èxits. També van ser èxits peces com Tarzan el fa (1978), La frittata (1982) i Canzone pulita (1983).

### Últim paper
El seu últim paper va ser el de Galapago en la pel·lícula que es va estrenar de manera pòstuma, La llum prodigiosa, dirigida per Miguel Hermoso. Manfredi va interpretar un personatge privat de memòria, i que és salvat de la mort per un pastor durant la Guerra Civil espanyola, i ingressat durant quaranta anys en un manicomi; finalment es descobriria que aquesta persona era el poeta Federico García Lorca. Es tracta d'una interpretació molt llorejada per la crítica, elaborada gairebé sense paraules, feta només de mirades fixes.
Al setembre del 2003, va sofrir una afecció cardíaca. Ingressat en un hospital, no es va recuperar completament. Va morir als 83 anys, el 4 de juny del 2004, un any i quatre mesos després de la defunció d'Alberto Sordi. Estava casat des del 1955 amb Erminia Ferrari, i va tenir amb ella tres fills, la productora Roberta, el director Lucca i Giovanna. La quarta filla, Tonina, va néixer d'una relació amb la jove búlgara Svetlana Bogdanova.

## Filmografia
Filmografia:

### Cinema
- Monastero di Santa Chiara (Napoli ha fatto un sogno), Mario Sequi (1949).
- Torna a Napoli, Domenico Gambino	(1949).
- Anema e core, Mario Mattòli	(1951).
- Viva il cinema!, Enzo Trapani	(1952).
- La prigioniera della torre di fuoco, Giorgio Walter Chili	(1952).
- Ho scelto l'amore, Mario Zampi	(1952).
- La domenica della buona gente, Anton Giulio Majano	(1953).
- Ridere, ridere, ridere, episodi Al Night Club Bar Zellette, Edoardo Anton	(1954).
- Gli innamorati, Mauro Bolognini	(1955).
- Prigionieri del male, Mario Costa	(1955).
- Non scherzare con le donne, Giuseppe Bennati	(1955).
- Lo scapolo, Antonio Pietrangeli	(1955).
- Guardia, guardia scelta, brigadiere e maresciallo, Mauro Bolognini	(1956).
- Totò Peppino e la... malafemmina, Camillo Mastrocinque	(1956).
- Tempo di villeggiatura, Antonio Racioppi i Luigi Zampa	(1956).
- Susanna tutta panna, Stefano Vanzina (1957).
- Camping, Franco Zeffirelli (1957).
- Femmine tre volte, (1957).
- Guardia, ladro e cameriera,	(1958).
- Caporale di giornata, Gianni Puccini	(1958).
- Adorabili e bugiarde, Nunzio Malasomma	(1958).
- Pezzo, capopezzo e capitano, Wolfgang Staudte	(1958).
- Carmela è una bambola, (1958).
- Venezia, la luna e tu, Dino Risi	(1958).
- I ragazzi dei Parioli, Sergio Corbucci	(1959).
- Audace colpo dei soliti ignoti, Nanni Loy	(1959).
- L'impiegato, (1960)
- Le pillole di Ercole, Luciano Salce	(1960).
- Crimen, Mario Camerini	(1960).
- Il giudizio universale, Vittorio De Sica	(1961).
- A cavallo della tigre, Luigi Comencini	(1961).
- Il carabiniere a cavallo, Carlo Lizzani	(1961).
- Anni ruggenti, Luigi Zampa (1962).
- I motorizzati, Camillo Mastrocinque	(1962).
- L'amore difficile, episodi L'avventura di un soldato, Nino Manfredi	(1962).
- La parmigiana, Antonio Pietrangeli	(1962).
- El verdugo, Luis García Berlanga (1963).
- I cuori infranti, episodi E vissero felici..., Gianni Puccini	(1963).
- Alta infedeltà, episodi Scandaloso, Franco Rossi (1963).
- Le bambole, episodi La telefonata, Dino Risi	(1964).
- Controsesso, episodi Cocaina di domenica Franco Rossi i Una donna d'affari Renato Castellani	(1964).
- Questa volta parliamo di uomini, Lina Wertmüller	(1964).
- Il gaucho, Dino Risi	(1964).
- Jo, jo, jo... i els altres, Alessandro Blasetti	(1965).
- Made in Italy, Nanni Loy	(1965).
- Thrilling, episodi Il vittimista, Ettore Scola	(1965).
- I complessi, episodi Una giornata decisiva, Dino Risi	(1965).
- Io la conoscevo bene, Antonio Pietrangeli	(1965).
- Straziami ma di baci saziami, Dino Risi	(1966).
- Una rosa per tutti, Franco Rossi (1966).
- Operazione San Gennaro, Dino Risi	(1966).
- Adulterio all'italiana, Pasquale Festa Campanile	(1966).
- Italian secret service, Luigi Comencini	(1967).
- Il padre di famiglia, Nanni Loy	(1967).
- Riusciranno i nostri eroi a ritrovare l'amico misteriosamente scomparso in Africa?, Ettore Scola	(1968).
- Nell'anno del Signore, Luigi Magni	(1969).
- Vedo nudo, di Dino Risi	(1969).
- Rosolino Paternò soldato, Nanni Loy	(1970).
- Contestazione generale, episodi Concerto a tre pifferi, Luigi Zampa	(1970).
- Per grazia ricevuta, Nino Manfredi	(1971).
- La Betia ovvero in amore per ogni gaudenzia ci vuole sofferenza, Gianfranco De Bosio 	(1971).
- Roma bene, Carlo Lizzani	(1971).
- Trastevere, Fausto Tozzi	(1971).
- Les aventures de Pinotxo (Le avventure di Pinocchio), Luigi Comencini (1972).
- Girolimoni, il mostro di Roma, Damiano Damiani	(1972).
- Lo chiameremo Andrea, di Vittorio De Sica	(1973).
- Pane e cioccolata, Franco Brusati	(1974).
- C'eravamo tanto amati, Ettore Scola	(1974).
- Attenti al buffone, Alberto Bevilacqua	(1975).
- Lletjos, bruts i dolents (Brutti, sporchi e cattivi), Ettore Scola	(1975).
- Basta che non si sappia in giro...!, episodi Il superiore Luigi Magni i L'equivoco Luigi Comencini	(1976).
- Quelle strane occasioni, episodi Il cavalluccio svedese, 	(1976).
- Signore e signori, buonanotte, episodi Il Santo Soglio, Luigi Magni	(1976).
- In nome del Papa Re, Luigi Magni (1977).
- La mazzetta, Sergio Corbucci (1978).
- Cocco mio (Gros calin), Jean-Pierre Rowson	(1979).
- Il giocattolo, Giuliano Montaldo (1979).
- Café Express, Nanni Loy	(1980).
- Nudo di donna, Nino Manfredi	(1981).
- Spaghetti House, Giulio Paradisi	(1982).
- Testa o croce, episodi Il figlio del beduino, Nanni Loy (1982).
- Questo e quello, Sergio Corbucci	(1983).
- Grandi magazzini, Castellano i Pipolo (1986).
- Il tenente dei carabinieri, Maurizio Ponzi (1986).
- Secondo Ponzio Pilato, Luigi Magni	(1987).
- I picari, Mario Monicelli	(1987).
- Helsinki-Napoli all night long, Mika Kaurismaki (1988).
- Alberto Express, Albert Joffé (1990).
- In nome del popolo sovrano, Luigi Magni (1991)
- Mima, Philippe Esposito	(1991)
- Der flegende Hollander, Jos Stelling (1995)
- Cop de lluna (Colpo di luna), Alberto Simone	(1995).
- Grazie di tutto, Luca Manfredi	(1998).
- La carbonara, Luigi Magni	(1999).
- Una milanese a Roma, Diego Febbraro	(2001).
- Apri gli occhi e... sogna, Rosario Errico	(2002).
- La luz prodigiosa, Miguel Hermoso (2003).

### Televisió
- La vita di Gesù (1975).

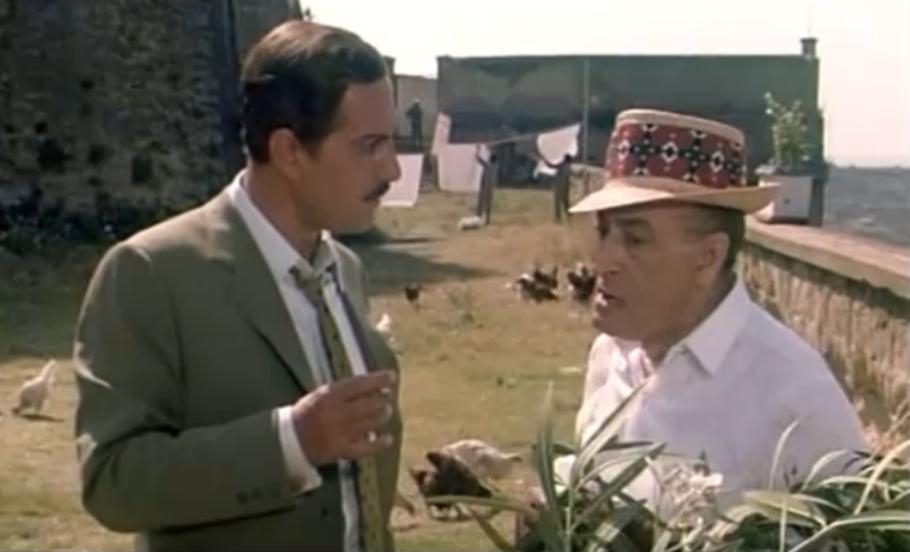
Nino Manfredi i Totò a la pel·lícula de 1966 Operazione San Gennaro, de Dino Risi.

- Julianus barát, Gábor Koltay (1991).
- Un commissario a Roma, Ignazio Agosta i Luca Manfredi (serie) (1992).
- Linda e il brigadiere, Gianfrancesco Lazotti i Roberto Giannarelli (serie) (1997).

1. Padre e figlia
2. Caccia e pesca
3. La porta chiusa
4. La turista scomparsa
5. La bellezza dell'asino
6. L'asciugamano scomparso
7. La morale della formica
8. La dottoressa della USL

- Linda e il brigadiere 2, Gianfrancesco Lazotti (serie) (1998).

1. Il fratello di Linda
2. Il cappotto scambiato
3. La pensione rubata
4. L'occhio discreto

- Dio ci ha creato gratis, Angelo Antonucci (1998).
- Linda, il brigadiere e..., Alberto Simone (serie) (1999).
- Meglio tardi che mai, Luca Manfredi (1999).
- Una storia qualunque, Alberto Simone (2000).
- Un difetto di famiglia, Alberto Simone (2002).
- Chiaroscuro, Tomaso Sherman (2003).
- La notte di Pasquino, Luigi Magni (2003).
- Un posto tranquillo, Luca Manfredi (2003).

### Director
- L'amore difficile, episodi L'avventura di un soldato (1962)
- Per grazia ricevuta (1970)
- Nudo di donna (1981)

## Premis i nominacions
Nominacions
- 1971: Palma d'Or per Per grazia ricevuta